# Falsexocentroides carinipennis
Falsexocentroides carinipennis är en skalbaggsart som först beskrevs av Stefan von Breuning 1971.  Falsexocentroides carinipennis ingår i släktet Falsexocentroides och familjen långhorningar.
Artens utbredningsområde är Madagaskar. Inga underarter finns listade i Catalogue of Life.